# Boris Braun
Pour les articles homonymes, voir Braun.
 (novembre 2020).
Si vous disposez d'ouvrages ou d'articles de référence ou si vous connaissez des sites web de qualité traitant du thème abordé ici, merci de compléter l'article en donnant les références utiles à sa vérifiabilité et en les liant à la section « Notes et références ».
Boris Braun, né le 20 août 1920 à Đurđevac et mort le 7 octobre 2018, est professeur d'université croate, survivant de la Shoah et membre de la communauté juive de Zagreb.

## Biographie
Braun est le fils de Šandor et Elizabeta (née Mautner) Braun, membres d'une famille juive notable et riche de Đurđevac. Il a une sœur qui s'appelle Štefica. La famille Braun est réputée et respectée à Đurđevac, où elle possède la scierie, le vignoble, le moulin et la fabrique de glace. Son père a apporté l'électricité dans la région de Đurđevac et a entretenu la sous-station locale. Le père de Braun est un ami proche d'Ivan Šubašić et de Mate Starčević, maire de Zagreb, qui participent tous deux aux manifestations de chasse organisées chaque année au domaine Braun.
Avant la Seconde Guerre mondiale, il étudie l'agriculture à l'université de Zagreb. En 1941, avec la création de l'État indépendant de Croatie, Braun est banni de l'université de Zagreb car il est juif. Il retourne à Đurđevac où il aide son père à diriger l'entreprise familiale. Braun aide également à l'entretien de la sous-station et apprend grâce aux employés de son père l'électricité, des connaissances qui lui sauveront la vie.
À l'automne 1942, alors que son père était une connaissance du commandant militaire de l'État indépendant de Croatie Slavko Kvaternik, Braun et ses parents sont arrêtés et transférés à Zagreb, à la prison de Savska Cesta. Seule la sœur de Braun réussit à éviter l'arrestation parce qu'elle était mariée à un catholique de Zagreb. Huit mois plus tard, en 1943, avec un grand groupe de Juifs de Zagreb, Braun et ses parents sont déportés dans les wagons à bestiaux vers Auschwitz. Ses parents sont tués dans les chambres à gaz à leur arrivée, mais Braun se sauve en mentant et disant qu'il est électricien. À Auschwitz, avec d'autres, Braun répare et entretient les chambres à gaz. Quelque temps plus tard, Braun se porte volontaire pour être transféré au camp central de travail de Jaworzno, car les Nazis cherchent des volontaires pour établir le nouveau camp. A Jaworzno, Braun entretient les casernes des SS et des prisonniers. Le 17 janvier 1945, Braun est emmené vers l'ouest avec d'autres prisonniers. Des centaines de personnes meurent sur le chemin du camp de concentration de Gross-Rosen en Basse-Silésie, dont environ 300 sont tuées par balle lors d'un massacre qui a lieu la deuxième nuit de cette marche. Du camp de concentration de Gross-Rosen, Braun est transporté au camp de concentration de Buchenwald. Il y est libéré puis la fin de la Seconde Guerre mondiale a lieu.
Au cours de l'été 1945, Braun retourne à l'université de Zagreb, où il termine ses études à la Faculté d'agriculture. Il travaille comme professeur à l'université jusqu'en 1971, année où il se rebelle contre la décision d'autres professeurs d'université d'expulser un collègue qui a participé au printemps croate. Plus tard, il travaille comme inspecteur de volailles. Braun est très actif dans le témoignage des horreurs de la Shoah aux enfants des écoles primaires et secondaires de Zagreb.
En 2005, Braun est nommé citoyen d'honneur de Đurđevac.